# Maricel Voinea
Maricel Voinea, född 17 mars 1959 i Galați, är en rumänsk tidigare handbollsspelare (vänsternia/mittnia). Han var med och tog OS-brons 1980 i Moskva och OS-brons 1984 i Los Angeles.

## Klubbar
- HC Minaur Baia Mare (1977–1989)
- CB Alzira (1989–1992)
- SG Leutershausen (1992–1994)
- HSG Nordhorn (1994–1998)